# Rhythm Tengoku
Rhythm Tengoku (リズム天国, Rizumu Tengoku, lit. « le Paradis du Rythme ») est un jeu de rythme (jeu d'action basé sur le rythme) développé par Nintendo R&D1. Il est sorti au Japon le 3 août 2006, et a été le dernier jeu développé par Nintendo sur Game Boy Advance. Le jeu a reçu un prix d'Excellence catégorie Divertissement lors du 10e Japan Media Arts Festival en 2006.

## Système de jeu
Rhythm Tengoku, avec son gameplay et ses graphismes simplistes, propose beaucoup de similitudes avec la série des WarioWare. Chaque niveau du jeu est un mini-jeu qui demande au joueur d'accomplir certaines actions en se synchronisant avec la musique pour créer un rythme. Par exemple, dans un niveau, un rythme est créé en frappant des balles de baseball lorsqu'elles traversent l'écran. Plus le joueur est synchronisé avec la musique, meilleure sera sa note. La note maximum que le joueur peut atteindre est de 140 points, elle augmente et diminue au gré des réussites et échecs du joueur dans les mini-jeux.
Le jeu est divisé en plusieurs étapes, chaque étape étant divisée en six niveaux, chaque niveau étant un mini-jeu. Seul le premier niveau de la première étape est disponible lorsque l'on commence le jeu. Une fois un niveau terminé, le joueur reçoit un classement : "À refaire", "Médiocre", "Très bien". Un nouveau niveau est débloqué si le joueur obtient un classement "Médiocre" ou "Très bien". Le sixième niveau de chaque étape est un mélange des cinq premiers niveaux. Il y a 8 étapes dans le jeu, pour un total de 48 niveaux.
Une fois que le joueur a obtenu un classement "Très bien" sur tous les mini-jeux, le mode "Parfait" apparaît. Dans ce mode, un mini-jeu est choisi aléatoirement, soit le joueur tente sa chance dans ce niveau en mode "Parfait", soit il joue à un autre mini-jeu "normalement". S'il tente le mode "Parfait", la moindre erreur de rythme est fatale. Une fois un mini-jeu terminé sans erreur, un certificat, propre à ce mini-jeu, est remis au joueur. Si le joueur échoue 3 fois au mode "Parfait" d'un niveau, un autre niveau est choisi aléatoirement et c'est dans celui-ci que le joueur devra tenter le mode "Parfait". Une fois tous les niveaux terminés en mode "Parfait", un certificat spécial est débloqué.
Au fur et à mesure que l'on débloque les 48 niveaux du mode principal, des mini-jeux complémentaires à la quête principale apparaissent : cours de batterie, concerts, et autres mini-jeux toujours basés sur le rythme.

## Développement
Le producteur de musique japonais Tsunku (connu pour son projet musical Hello! Project avec Morning Musume) est à l'origine du concept du jeu sur lequel il a travaillé avec Yoshio Sakamoto (Nintendo). Il a aussi contribué au jeu en fournissant 30 musiques différentes pour la bande son de celui-ci. La participation de Tsunku n'a été révélée que le jour de la sortie du jeu. Tsunku apparaît dans le jeu sous les traits du "Samouraï de la batterie", un personnage donnant des cours de musique au joueur. Le jeu a été développé par l'équipe qui est à l'origine de WarioWare, ce qui explique les similitudes aux niveaux des graphismes, du sons et du gameplay qu'il y'a entre les deux jeux.

## Version arcade
Une version arcade du jeu est sortie le 20 septembre 2007. Cette version a été développée par Nintendo et Sega, il s'agit là de la première collaboration entre les deux sociétés depuis F-Zero AX. Contrairement à la version originale sur Game Boy Advance, la version arcade propose un mode 2 joueurs durant lequel la similitude des performances des joueurs est notée. Le jeu se présente de la même façon que sur GBA, et les mini-jeux sont exactement les mêmes à l'exception du mode "tempo up" qui se joue deux fois plus vite que dans la version originale. Un crédit permet au joueur de jouer à deux mini-jeux, symbolisé par deux cœurs dans le bas à gauche de l'écran. Si le joueur termine un niveau avec un classement "Très bien", il gagne un cœur supplémentaire qui lui permet de continuer à jouer. En gagnant suffisamment de cœur, il est possible de jouer à une étape en entier (6 mini-jeux). Chaque fois que le joueur reçoit un classement "À refaire" ou "Médiocre", il perd un cœur. Si le joueur perd tous ses cœurs, il doit remettre de l'argent pour continuer à jouer.

## Suite
Le 31 juillet 2008, une suite du jeu est sortie au Japon sur Nintendo DS sous le nom de Rhythm Tengoku Gold. Contrairement à Rhythm Tengoku, cette suite est sortie en Amérique du Nord (sous le nom de Rhythm Heaven) et en Europe (sous le nom de Rhythm Paradise).